# Maria Martins
Maria Carolina Cruse Ribeiro Gomes Martins (ur. 9 lipca 1999 w Moçarrii) – portugalska kolarka torowa i szosowa, dwukrotna medalistka mistrzostw świata.

## Kariera
Pierwszy medal w karierze zdobyła w 2016 roku, kiedy zajęła drugie miejsce w scratchu na torowych mistrzostwach Europy juniorów w Montichiari. Na rozgrywanych rok później mistrzostwach Europy juniorów w Sangalhos była druga w wyścigu eliminacyjnym. W 2019 roku zdobyła brązowy medal w scratchu na mistrzostwach Europy w Apeldoorn, wynik ten powtarzając także rok później, podczas mistrzostw świata w Berlinie. Był to pierwszy w historii medal mistrzostw świata dla Portugalii wywalczony w tej konkurencji. W zawodach tych wyprzedziły ją jedynie Holenderka Kirsten Wild i Jennifer Valente z USA. W tym samym roku zdobyła brązowy medal w wyścigu eliminacyjnym na mistrzostwach Europy w Płowdiwie. W 2022 roku wywalczyła brązowy medal w omnium podczas mistrzostw świata w Yvelines. Tym razem lepsze były jedynie Jennifer Valente i Maike van der Duin z Holandii. Ponadto zdobyła złoty medal w scratchu na mistrzostwach Europy w Grenchen w 2023 roku.
Startowała na igrzyskach olimpijskich w Tokio, zajmując siódme miejsce w omnium.